# Brigada Antinarcóticos
La Brigada Antinarcóticos (BRIANCO) de la Policía de Investigaciones de Chile es la unidad encargada de la prevención e investigación de la producción, elaboración, tráfico y todo tipo de consumo de drogas. También realiza programas de educación a la comunidad, adiestra a los perritos de la brigada canina y controla la venta a los locales que venden fármacos. Realiza estudios relacionados al tráfico de estupefacientes. La BRIANCO cuenta con grupos de trabajo internos, además de contar con una Oficina de Análisis Criminal.

Cuenta con 27 brigadas a lo largo de todo el país que dependen de una Jefatura Nacional Antinarcóticos y también ostenta el ser la primera unidad especializada en el combate de narcóticos.